# Akihiro Miwa

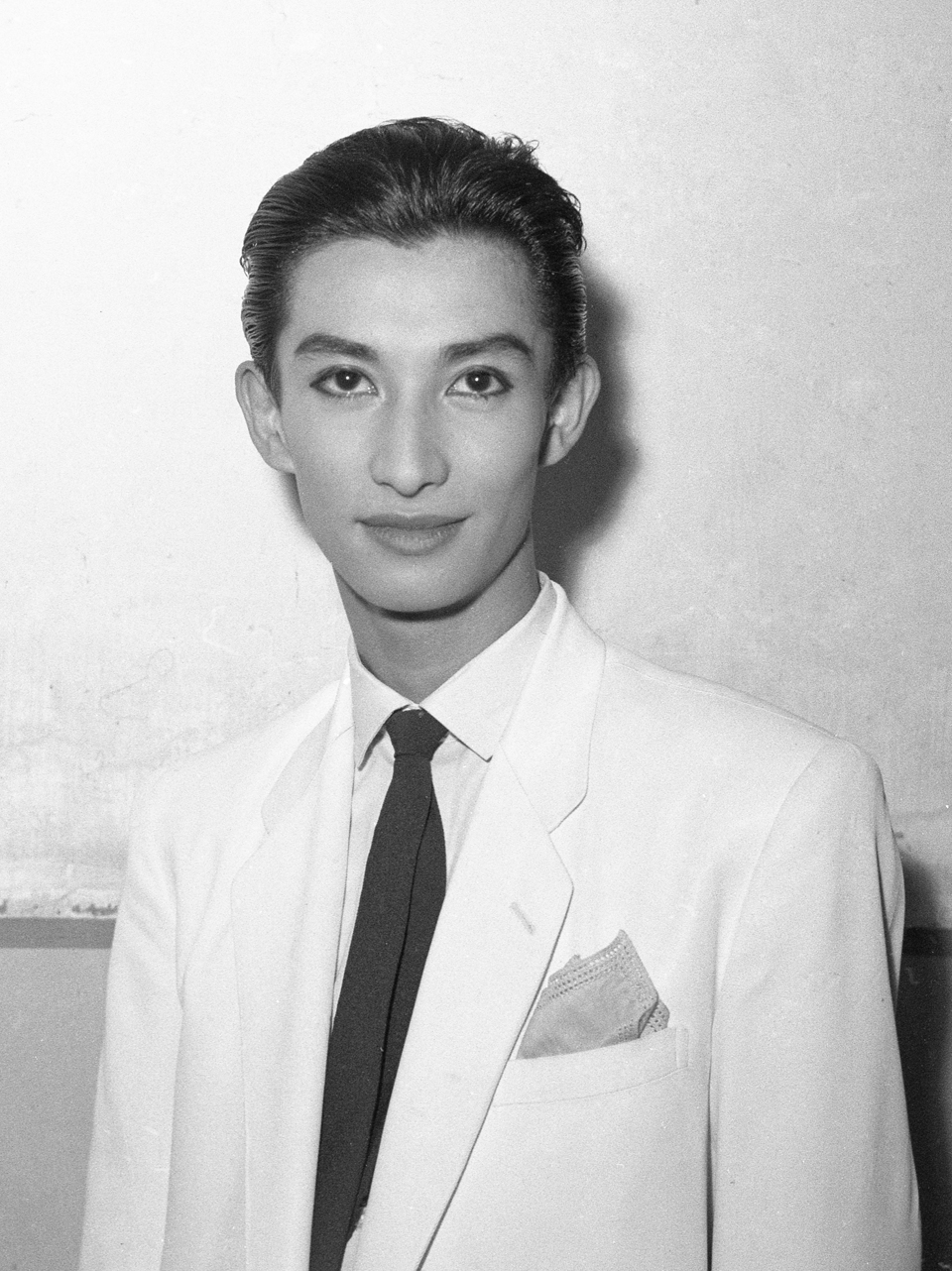
Akihiro Miwa als jongeman

Akihiro Miwa (美輪 明宏, Miwa Akihiro ; Nagasaki, 15 mei 1935) is een bekend Japans acteur en zanger die al sinds de jaren 50 actief is. Akihiro Miwa is openlijk homoseksueel en travestiet. In 2012 deed hij, op 77-jarige leeftijd, voor het eerst mee aan het Japanse oudejaars tv-muziekprogramma (Kōhaku Uta Gassen) met het nummer "Yoitomake no Uta" (het lied van de Yoitomake).
Hij staat bekend om het goed kunnen nadoen van vrouwen. Zijn (in Europa) bekendste rol is uit de film Prinses Mononoke, waar hij de stem van Moro, de wolfgodin en moeder van San deed.